# Blarina hylophaga
Blarina hylophaga es una especie de musaraña de la familia soricidae.

## Distribución geográfica
Se encuentra en Nebraska, Iowa, Texas, Misuri, Arkansas, Oklahoma y Luisiana.